# Acaulon triquetrum
Acaulon triquetrum (deutsch Dreikantiges Knospenmoos) ist eine Laubmoos-Art in der Familie Pottiaceae.

## Beschreibung
Die Pflanzen wachsen vereinzelt oder herdenweise. Sie sind knospenförmig, breit eiförmig, 1 bis 1,5 Millimeter groß und in der Aufsicht mit deutlich dreieckigem Umriss. Die Blätter sind breit eiförmig, gekielt und sehr hohl. Die Blattränder sind flach oder zurückgebogen und unregelmäßig gezähnt. Die Blattrippe läuft oben als zurückgebogene Stachelspitze aus. Die Blattzellen sind unten rechteckig, oben kurz rechteckig oder rhomboidisch bis quadratisch.
Die Geschlechterverteilung ist diözisch oder autözisch. Die Sporenkapsel ist zur Gänze in die Blätter eingeschlossen. Die sehr kurze Seta ist gekrümmt, die kugelige Kapsel geneigt. Sporen sind warzig und 25 bis 43 Mikrometer groß. Sporophyten sind stets reichlich vorhanden.
Die Pflanzen dieser kurzlebigen Art sind gewöhnlich im Winterhalbjahr entwickelt und sterben nach der Sporenreife im Frühjahr ab.

## Standortansprüche und Verbreitung
Acaulon triquetrum ist eine konkurrenzschwache Pionierart, kann aber neu entstandene offenerdige Standorte rasch besiedeln. Sie ist wärmeliebend und wächst an trocken-warmen, lichtreichen Stellen besonders auf offener, kalkreicher Erde und auf Löß, seltener auf Brachäckern, Stoppelfeldern oder in Gartenbeeten.
In Deutschland ist die Art besonders in den Trockengebieten an der Oder, im mitteldeutschen Trockengebiet und in den Weinbaugebieten an Rhein und Neckar verbreitet und dort gebietsweise häufig. In den anderen Gebieten ist sie sehr selten oder fehlt.
In Europa gibt es die Vorkommen vor allem im südlichen Teil, nach Norden zu bis Südengland, Belgien, Norddeutschland und Polen. Weltweit gibt es noch Vorkommen in Südwestasien, in Nordafrika, in Nordamerika, auf den Kanarischen Inseln und in Australien.